# Septième (musique)
Pour les articles homonymes, voir Septième.

Septième mineure ré-do

Septième majeure do-si

En musique, une septième est l’intervalle qui sépare deux notes éloignées de sept degrés.
Son renversement est la seconde. Elle est considérée comme un intervalle dissonant.

## Caractéristiques
Une septième peut avoir quatre étendues principales :
- La septième diminuée contient neuf demi-tons — par exemple : do - la. Elle forme une enharmonie avec la sixte majeure. Son rapport le plus simple est donc dans ce cas de 5/3.
- La septième mineure contient dix demi-tons — par exemple : do - si♭. Elle correspond au rapport entre la 9e et la 5e harmonique dans la résonance naturelle des corps, soit un rapport de 9/5.
- La septième majeure contient onze demi-tons — par exemple : do - si. Son rapport naturel, défini par une quinte juste surmontée d'une tierce majeure est de 15/8 — 3/2 x 5/4 = 15/8.
- La septième augmentée contient douze demi-tons — par exemple : do - si♯ — mais ne se rencontre pas couramment. Dans le tempérament égal à douze demi-tons, elle forme une enharmonie avec l’octave juste — rapport 2/1.

## Accords
La septième entre notamment dans les accords de quatre notes.